# Agile (häst)
Agile, född 1902, död cirka 1914, var ett engelskt fullblod, mest känd för att ha segrat i Kentucky Derby (1905).

## Bakgrund
Agile var en brun hingst efter Sir Dixon och under Alpena (efter King Alfonso). Han föddes upp av Runnymede Farm och ägdes av Samuel S. Brown och Frank E. Brown. Han tränades under tävlingskarriären av Robert Tucker.
Agile sprang totalt in 39 800 dollar på 66 starter, varav 14 segrar, 12 andraplatser och 9 tredjeplatser. Han tog karriärens största segrar i Kentucky Derby (1905). Han segrade även i Sapphire Stakes (1904), Waldorf Stakes (1904), Advance Stakes (1905), Phoenix Stakes (1905) och Tennessee Derby (1905)

## Karriär
Agile tog sin karriärs största seger i 1905 års upplaga av Kentucky Derby, då han reds av jockeyn Jack Martin. I löpet mötte han endast två andra hästar, Ram's Horn och Layson, i ett av de minsta fälten sedan Azra segrade 1892.
Efter Samuel Browns död, köptes Agile av hans son hans son Frank Brown för 5 700 dollar i juli 1906, då hela tävlingsstallet såldes ut.

### Som avelshingst
Agile fick tre registrerade fullblodsavkommor av Texasuppfödda ston; Lady Eloise (1913), Chancy M (1915) och Katie Strand (1913). Lady Eloise är mormors mor till Quarterhästmästaren Woven Web, som i sin tur är syskon till den Texasuppfödda Triple Crown-vinnaren Assault.
1912 köptes Agile av T. Polk från San Antonio i Texas, och användes som vagnhäst av familjen.